# آندره گولکه
آندره گولکه (انگلیسی: André Golke؛ زادهٔ ۱۵ اوت ۱۹۶۴) بازیکن فوتبال سابق اهل آلمان است.
از باشگاه‌هایی که در آن بازی کرده‌است می‌توان به باشگاه فوتبال اشتوتگارت، باشگاه فوتبال هامبورگ، باشگاه فوتبال نورنبرگ، و باشگاه فوتبال سن پائولی اشاره کرد.